# Mimetus marjorieae
Mimetus marjorieae là một loài nhện trong họ Mimetidae.
Loài này thuộc chi Mimetus. Mimetus marjorieae được miêu tả năm 1995 bởi Barrion & Litsinger.